# Jelena Novaković
Jelena Novaković (serbisch-kyrillisch Јелена Новаковић; * 2. August 1996 in Belgrad) ist eine serbische Volleyballspielerin.

## Karriere
Novaković ist die Tochter des jugoslawischen Handball-Nationalspielers Vladimir Novaković. Sie begann ihre Karriere 2012 bei OK Roter Stern Belgrad. Mit dem Verein wurde sie 2014 serbische Pokalsiegerin und Vizemeisterin. Im selben Jahr gewann sie mit der serbischen U19-Nationalmannschaft die Europameisterschaft. 2014/15 spielte die Diagonalangreiferin beim serbischen Verein Dinamo Pančevo. Von 2015 bis 2017 studierte sie an der Pennsylvania State University. Anschließend setzte sie ihr Studium an der University of Virginia fort. Nach ihrem Studium war Novaković von 2020 bis 2022 beim französischen Erstligisten ASPTT Mulhouse aktiv. In der Saison 2022/23 spielte sie für den Schweizer Verein VBC Cheseaux. Danach wechselte sie nach Zypern zu Olympiada Neapolis. Im November 2024 wurde Novaković nachträglich vom deutschen Bundesligisten Ladies in Black Aachen verpflichtet.